# Lista de filmes com temática LGBT de 2011
Esta é uma lista de filmes que contém personagens e/ou temática lésbica, gay, bissexual, ou transgênera lançados em 2011.
| Título                                                                       | Diretor                                                                         | País                               | Gênero                              | Elenco | Anotações |
| ---------------------------------------------------------------------------- | ------------------------------------------------------------------------------- | ---------------------------------- | ----------------------------------- | --- | --- |
| Os 3                                                                         | Nando Olival                                                                    | Brasil                             | Drama, Romance                      | Juliana Schalch, Rafael Maia, Gabriel Godoy, Alceu Nunes, Victor Mendes, Sophia Reis                        | |
| 30 Years from Here                                                           | Josh Rosenzweig                                                                 | EUA                                | Documentário                        | David Drake, Larry Kramer, Terrence McNally, Sean O. Strub, Jerry Mitchell                                  | Sobre a guerra de 30 anos contra a pandemia de HIV e AIDS                                                                                              |
| 365 Without 377                                                              | Adele Tulli                                                                     | Índia, Itália                      | Documentário                        | Beena, Pallav, Abheena                                                                                      | Documenta um ano após a descriminalização da Seção 377 do Código Penal Indiano                                                                         |
| (A)Sexual                                                                    | Angela Tucker                                                                   | EUA                                | Documentário                        | David Jay, Lori Brotto, Cynthia Graham, Aliza, Antonia, Barb, Janeane Garofalo                              | Combate estereótipos e preconceitos sobre a assexualidade                                                                                              |
| À pas de loup                                                                | Olivier Ringer                                                                  | Bélgica                            | Drama                               | Wynona Ringer, Olivier Ringer, Macha Ringer, Ursula Noyer, Jean-Claude Lenaert, Pierre Leroux               | Um menina que se sente invisível aos olhos de seus pais decide desaparecer                                                                             |
| Abrupt Decision                                                              | Paul Bright                                                                     | EUA                                | Drama                               | Steve Callahan, David LaDuca, Cynthia Schiebel, Jacquelyn Lies, Paul Bright, Peggy Mae Binn                 | Um homem passando por uma crise de meia-idade que acaba de ser despedido encontra um cachorro de rua em um parque                                      |
| Accidentes gloriosos                                                         | Mauro Andrizzi, Marcus Lindeen                                                  | Argentina                          | Drama                               | Sofía Del Tuffo, Lorena Damonte, Cristina Banegas, Ignacio Catoggio, Pablo Finvarb, Pedro Kochdilian        | Um fotógrafo passa suas noites dirigindo pela cidade para capturar o acidente de carro perfeito, entre outras histórias                                |
| Adams Ende                                                                   | Richard Wilhelmer                                                               | Áustria                            | Drama                               | Robert Stadlober, Paula Kalenberg, Eva-Maria May, David Winter, Jacob Matschenz                             | Segue quatro jovens festeiros de Berlim |
| The Advocate for Fagdom                                                      | Angélique Bosio                                                                 | França                             | Documentário                        | Glenn Belverio, Bruce Benderson, Rick Castro, Jey Crisfar, Richard Kern, Harmony Korine                     | trad. O Advogado do Viado Sobre as obras do diretor queercore Bruce LaBruce                                                                            |
| I Afroditi stin avli                                                         | Telémachos Alexiou                                                              | Grécia                             | Experimental                        | Athina Mathiou, Alex Vardas, Stavros Svigos                                                                 | Dois prostitutos e uma cafetina se encontram em uma rua escura                                                                                         |
| Ai Hen Lan (愛很爛)                                                          | Scud                                                                            | Hong Kong                          | Drama                               | Osman Hung, Christepher Wee, Linda So, Haze Leung, John Tai                                                 | trad. O Amor É um Saco Também conhecido como Love Actually... Sucks!                                                                                   |
| Albert Nobbs                                                                 | Rodrigo García                                                                  | Irlanda, Reino Unido, EUA, França  | Drama                               | Glenn Close, Mia Wasikowska, Aaron Taylor-Johnson, Janet McTeer, Pauline Collins, Brenda Fricker            | Baseado na peça The Singular Life of Albert Nobbs de Simone Benmussa, que é baseada no romance homônimo de George Moore                                |
| All the Way Through Evening                                                  | Rohan Spong                                                                     | EUA, Austrália                     | Documentário, Musical               | Mimi Stern-Wolfe                                                                                            | A história da crise da Aids/HIV em Nova Iorque através da música                                                                                       |
| Alle Tijd                                                                    | Job Gosschalk                                                                   | Países Baixos                      | Drama                               | Paul de Leeuw, Karina Smulders, Lineke Rijxman, Teun Luijkx, Christopher Parren, Alwin Pulinckx             | Após sua irmã mais nova sair de casa, um homem decide explorar seu amor por outro que ainda está no armário                                            |
| American Passages                                                            | Ruth Beckermann                                                                 | Áustria                            | Documentário                        | | Uma jornada pelos Estados Unidos, mostrando veteranos desiludidos, pais adotivos gays, juízes negros, cafetões, e etc                                  |
| American Translation                                                         | Pascal Arnold, Jean-Marc Barr                                                   | França                             | Drama                               | Pierre Perrier, Lizzie Brocheré, Jean-Marc Barr, Gray Orsatelli, Marc Rioufol, Manon Klein                  | trad. O Idioma do Desejo Um jovem é obcecado por homens gays apesar de ser apaixonado por sua namorada                                                 |
| Amore carne                                                                  | Pippo Delbono                                                                   | Itália, Suíça, França              | Documentário                        | Pippo Delbono, Marisa Berenson, Irène Jacob, Bobò, Tilda Swinton, Marie-Agnes Gillot                        | [ 15 ] |
| Angel                                                                        | Sebastiano d'Ayala Valva                                                        | França                             | Documentário                        | | Produzido em 2009 Sobre uma ex-boxeadora trans equatoriana que trabalha como prostituta na França                                                      |
| Angels Crest                                                                 | Gaby Dellal                                                                     | Canadá, Reino Unido                | Drama                               | Thomas Dekker, Elizabeth McGovern, Mira Sorvino, Jeremy Piven, Emma Macgillivray, Greg Lawson               | O desaparecimento de um menino de 3 anos divide uma pequena comunidade                                                                                 |
| I antarsia tis kokkinis Marias                                               | Costas Zapas                                                                    | Grécia                             | Drama, Crime                        | Antonis Papadopoulos, Christos Vernikos, Triandafyllia Dimitriadi, Haris Flouskiounis                       | Uma drag queen prostituta ex-terrorista salva um garoto após este ser atacado por neo-fascistas                                                        |
| Apflickorna                                                                  | Lisa Aschan                                                                     | Suécia                             | Drama                               | Mathilda Paradeiser, Linda Molin, Isabella Lindquist, Sergej Merkusjev, Adam Lundgren                       | Duas adolescentes no mesmo time de volteio tem um relacionamento repleto de desafios físicos e mentais                                                 |
| Arisan! 2                                                                    | Nia Dinata                                                                      | Indonésia                          | Comédia, Drama                      | Tora Sudiro, Cut Mini Theo, Surya Saputra, Pong Harjatmo, Rachel Maryam, Aida Nurmala                       | Continuação do filme de 2003 |
| Au Pair, Kansas                                                              | J.T. O’Neal                                                                     | EUA                                | Comédia                             | Traci Lords, Spencer Daniels, Kendall Ryan Sanders, Håvard Lilleheie, Paul J. Alessi                        | Também conhecido como The Soccer Nanny Uma viúva contrata um jogador de futebol norueguês para cuidar de seus filhos                                   |
| Auf der Suche                                                                | Jan Krüger                                                                      | Alemanha                           | Drama                               | Corinna Harfouch, Nico Rogner, Mehdi Dehbi, Valérie Leroy, Trystan Pütter, Mireille Perrier                 | trad. À Procura Para encontrar seu filho desaparecido, uma mãe pede ajuda ao ex-namorado dele                                                          |
| August                                                                       | Eldar Rapaport                                                                  | EUA                                | Drama, Romance                      | Murray Bartlett, Edward Conna, Adrian Gonzalez, Daniel Dugan, Kevin McShane, Hank Ignacio                   | trad. Verão em L.A. Dois ex-namorados que tiveram um término brutal se reencontram anos depois                                                         |
| Ausente                                                                      | Marco Berger                                                                    | Argentina                          | Drama                               | Carlos Echevarría, Javier De Pietro, Antonella Costa, Rocío Pavón, Alejandro Barbero                        | |
| Aynehaye Rooberoo                                                            | Negar Azarbeyjani                                                               | Irã                                | Drama                               | Homayoun Ershadi, Shayesteh Irani, Nima Shahrokh Shahi, Qazal Shakeri                                       | trad. Olhando Espelhos Uma motorista de taxi faz amizade com um homem trans                                                                            |
| Ba li bao bei (巴黎宝贝)                                                     | Jing Wang                                                                       | China, França                      | Drama                               | Chao Deng, Jane March, Jean-Baptiste Maunier, Annie Shizuka Inoh, Chenxi Liu, Qian Cheng                    | Uma poeta francesa perfeccionista se apaixona por um homem chinês que a ensina a importância da imperfeição                                            |
| The Ballad of Genesis and Lady Jaye                                          | Marie Losier                                                                    | EUA, Reino Unido                   | Documentário                        | Genesis P-Orridge, Lady Jaye Breyer P-Orridge, Big Boy Breyer P'Orridge, Edley ODowd                        | Um retrato do influente artista trans Genesis P-Orridge e sua parceira Lady Jaye Breyer P-Orridge                                                      |
| Barely Legal                                                                 | Jose Montesinos                                                                 | EUA                                | Comédia                             | Jeneta St. Clair, Lisa Younger, Melissa Johnston, Morgan Benoit, Myko Olivier                               | Três amigas que nasceram no mesmo dia decidem perder suas virgindades em seu aniversário de 18 anos                                                    |
| Becoming Chaz                                                                | Fenton Bailey, Randy Barbato                                                    | EUA                                | Documentário                        | Chaz Bono, Cher, Jennifer Elia, Jimm Giannini, Masen Davis                                                  | trad. Como me tornei Chaz Sobre a transição de gênero de Chaz Bono                                                                                     |
| Bernie                                                                       | Richard Linklater                                                               | EUA                                | Comédia, Crime, Biográfico          | Jack Black, Matthew McConaughey, Shirley MacLaine                                                           | |
| Les bien-aimés                                                               | Christophe Honoré                                                               | França                             | Drama, Musical                      | Catherine Deneuve, Chiara Mastroianni, Ludivine Sagnier, Miloš Forman, Louis Garrel                         | |
| Birds of a Feather                                                           | Anthony Meindl                                                                  | EUA                                | Comédia                             | Lindsay Frame, Anthony Meindl, Danielle Hoover, Lindsay Hollister, Nikola Kent, Harry Singleton             | Três amigos de meia-idade se reúnem para criar uma peça e acabam se reencontrando                                                                      |
| Bite Marks                                                                   | Mark Bessenger                                                                  | EUA                                | Comédia, Terror                     | Stephen Geoffreys, Benjamin Lutz, Windham Beacham, David Alanson Bradberry, John Werskey                    | Um caminhoneiro assume o trabalho de seu irmão desaparecido de transportar caixões                                                                     |
| Blitz                                                                        | Elliott Lester                                                                  | Reino Unido                        | Suspense, Crime                     | Jason Statham, Paddy Considine, Aidan Gillen, Zawe Ashton, David Morrissey                                  | |
| Blubberella                                                                  | Uwe Boll                                                                        | Alemanha, Canadá                   | Ação, Comédia                       | Lindsay Hollister, Willam Belli, Uwe Boll, Brendan Fletcher, Michael Paré, Annett Culp                      | Uma meia-vampira acima do peso luta contra um exército de zumbis nazistas                                                                              |
| Bob’s New Suit                                                               | Alan R. Howard                                                                  | EUA                                | Drama                               | Hayley DuMond, Jenny Shimizu, Shay Astar, Charlie Babcock                                                   | [ 33 ] |
| Bol (بول)                                                                    | Shoaib Mansoor                                                                  | Paquistão                          | Drama                               | Mahira Khan, Humaima Malick, Atif Aslam, Shafqat Cheema, Irfan Khoosat, Khayyam Sarhadi                     | O patriarca de uma família muçulmana deseja ter um filho, e não respeita sua filha mais velha e sua filha intersexo                                    |
| Break My Fall                                                                | Kanchi Wichmann                                                                 | Reino Unido                        | Drama                               | Kat Redstone, Sophie Anderson, Kai Brandon Ly, Collin Clay Chace                                            | trad. Não me deixe cair |
| The British Guide to Showing Off                                             | Jes Benstock                                                                    | Reino Unido                        | Documentário                        | Andrew Logan, Brian Eno, Grayson Perry, Zandra Rhodes, Richard O'Brien                                      | Sobre o artista britânico Andrew Logan e sua tentativa de criar um Miss Mundo Alternativo em 2009                                                      |
| The Broken Tower                                                             | James Franco                                                                    | EUA                                | Biográfico, Drama                   | James Franco, Stacey Miller, Vince Jolivette, Betsy Franco, Dave Franco                                     | trad. A Torre Quebrada Sobre o poeta norte-americano Hart Crane                                                                                        |
| The Brothers Sinclair                                                        | Ronny Jay                                                                       | EUA                                | Comédia, Romance                    | Steven Helmkamp, Mike C. Manning, Adam Huss, Stanley Ullman, Kody Corduan, Marty York                       | Dois irmãos gays herdam uma academia privada onde todos os membros são homens héteros e a máfia é parceira do lugar                                    |
| Buffering                                                                    | Darren Flaxstone, Christian Martin                                              | Reino Unido                        | Comédia                             | Alex Anthony, Conner Mckenzy, Jessica Matthews, Oliver Park, Bernie Hodges, Tony Banham                     | trad. Carregando Um casal gay decide transmitir sua vida sexual via webcam para pagar as contas                                                        |
| Bully                                                                        | Lee Hirsch                                                                      | EUA                                | Documentário                        | David Long, Tina Long, Kirk Smalley                                                                         | Segue cinco adolescentes que vivem diversas formas de assédio diário, seja verbal, físico ou psicológico                                               |
| Bumblefuck, USA                                                              | Aaron Douglas Johnston                                                          | EUA                                | Drama                               | Cat Smits, Heidi M. Sallows, John William Watkins, Ryan Gourley                                             | Um jovem holandesa vai até um pequena cidade americana para investigar o suicídio de seu amigo                                                         |
| Caged                                                                        | Stephan Brenninkmeijer                                                          | Países Baixos                      | Suspense, Drama, Erótico            | Chantal Demming, Babette Holtmann, Joep Sertons, Victor Reinier, Georges Devdariani, Lotte Taminiau         | [ 42 ] |
| Camminando verso                                                             | Roberto Cuzzillo                                                                | Itália                             | Drama                               | Orucevic Amel, Fiorenza Tessari, Anastazija Vidmar                                                          | Uma imigrante bosníaca com um segredo sombrio encontra uma cura para a solidão em sua colega de quarto                                                 |
| Cancerpants                                                                  | Nevie Owens                                                                     | EUA                                | Documentário                        | | A história de mulheres sobreviventes de câncer de mama                                                                                                 |
| Carla                                                                        | Eli Hershko                                                                     | EUA                                | Drama                               | Laverne Cox, Mark Margolis, Joslyn DeFreece, Gregg Bello, Janice Mann                                       | Uma mulher trans enfrenta a rejeição de sua família e de seu namorado quando pensa em completar sua transição                                          |
| El Casamiento                                                                | Aldo Garay                                                                      | Uruguai                            | Documentário                        | Julia Brian, Ignacio González                                                                               | A história de amor entre uma mulher trans e um operário juntos a 20 anos                                                                               |
| Case départ                                                                  | Thomas Ngijol, Lionel Steketee, Fabrice Eboué                                   | França                             | Comédia, Fantasia                   | Thomas Ngijol, Fabrice Eboué, Joséphine de Meaux, Etienne Chicot, Ériq Ebouaney, Michel Crémadès            | Dois meios-irmãos franceses de descendência antilha são transportados para a época de seus ancestrais na era da escravidão                             |
| O Céu Sobre os Ombros                                                        | Sérgio Borges                                                                   | Brasil                             | Documentário, Drama                 | Edjucu Moio, Mário Jorge, Sarug Dagir                                                                       | Uma mistura de realidade com ficção, segue três pessoas de Belo Horizonte: uma prostituta trans, um Hare Krishna, e um escritor                        |
| Cheut gwai dik nui yan (出軌的女人)                                          | Yuen-Leung Poon                                                                 | Hong Kong                          | Drama                               | Pat Ha, Michelle Ye, Carrie Ng, William Chan, Wai-Ting                                                      | Após descobrir que seu marido a está traindo, uma mulher e sua amiga visitam um bordel masculino                                                       |
| Chillerama                                                                   | Adam Rifkin, Tim Sullivan, Adam Green, Joe Lynch                                | EUA                                | Terror, Comédia                     | Owen Benjamin, Ray Wise, Eric Roberts, Lin Shaye, Sean Paul Lockhart, Ron Jeremy                            | Antologia de quatro segmentos, cada um uma paródia/homenagem à um tipo de filme de terror                                                              |
| Christopher and His Kind                                                     | Geoffrey Sax                                                                    | Reino Unido                        | Drama                               | Matt Smith, Douglas Booth, Imogen Poots, Toby Jones, Alexander Dreymon, Tom Wlaschiha                       | Sobre a juventude do escritor Christopher Isherwood |
| Cibrâil                                                                      | Tor Iben                                                                        | Alemanha                           | Drama                               | Sinan Hancili, Engin Sert, Martina Hesse, Peter Beck, Volker Figge, Oliver Weidner                          | Um policial de descendência turca vive em Berlim com a namorada, mas tudo muda quando o primo gay dela vem visitar                                     |
| Cinema Verite                                                                | Shary Springer Berman, Robert Pulcini                                           | EUA                                | Drama                               | Diane Lane, Tim Robbins, James Gandolfini, Kathleen Quinlan, Thomas Dekker, Patrick Fugit                   | |
| Circumstance                                                                 | Maryam Keshavarz                                                                | Irã                                | Drama                               | Nikohl Boosheri, Sarah Kazemy, Reza Sixo Safai, Keon Mohajeri                                               | |
| Cloudburst                                                                   | Thom Fitzgerald                                                                 | EUA, Canadá                        | Aventura, Comédia, Drama            | Olympia Dukakis, Brenda Fricker, Ryan Doucette, Kristin Booth, Michael McPhee                               | Um casal de lésbicas idosas foge para se casar depois que uma delas é internada em um asilo                                                            |
| Codebreaker                                                                  | Clare Beavan, Nic Stacey                                                        | Reino Unido                        | Documentário, Biográfico, Drama     | Ed Stoppard, Henry Goodman, Paul McGann, Asa Briggs, Jean Valentine, David Leavitt                          | Docudrama sobre os altos e baixos da vida de Alan Turing                                                                                               |
| Codependent Lesbian Space Alien Seeks Same                                   | Madeleine Olnek                                                                 | EUA                                | Ficção Científica, Comédia, Romance | Lisa Haas, Susan Ziegler, Jackie Monahan, Cynthia Kaplan, Dennis Davis, Alex Karpovsky                      | trad. Alien Lésbica Solteira Procura Três alienígenas lésbicas visitam a Terra e uma delas se apaixona por uma humana                                  |
| The Cost of Love                                                             | Carl Medland                                                                    | Reino Unido                        | Comédia, Drama, Romance             | Christopher Kelham, Arin Alldridge, Chris Bowe                                                              | Um garoto de programa é apaixonado por seu melhor amigo hétero, que vai casar                                                                          |
| Crime After Crime                                                            | Yoav Potash                                                                     | EUA                                | Documentário                        | Joshua Safran, Dee Kelly Barrett, Bobby Buechler, T'Onna Champagne, Tiffany Champagne                       | A batalha legal para libertar uma sobrevivente de violência doméstica brutal da cadeia                                                                 |
| Cruzadas                                                                     | Diego Rafecas                                                                   | Argentina                          | Comédia, Crime, Aventura            | Enrique Pinti, Moria Casán, Nacha Guevara, Claudio Rissi, Willy Lemos                                       | Duas meias-irmãs de personalidades e vidas bem distintas se encontram pela primeira vez                                                                |
| Çürük - The Pink Report                                                      | Ulrike Böhnisch                                                                 | Alemanha                           | Documentário                        | | Quatro homens gay falam de suas experiências no exército turco e do processo de isenção do serviço dado à sua sexualidade                              |
| Dalam Botol                                                                  | Khir Rahman                                                                     | Malásia                            | Drama                               | Arja Lee, Wan Raja, Diana Danielle, Ogy Ahmad Daud, Normah Damanhuri, Jalil Hamid                           | [ 57 ] |
| Desire Street                                                                | Roberto F. Canuto, Xu Xiaoxi                                                    | Espanha, China, EUA                | Comédia, Drama                      | Alexandra Smothers, Alejandra Walker, Ellen Clifford, Javier Lopez, Kjord Davis, Jesus Guevara              | Mãe, filha, e filho tentam sobreviver através da solidão ao passar por diferentes experiências sexuais com a mesma prostituta                          |
| Dicke Mädchen                                                                | Axel Ranisch                                                                    | Alemanha                           | Drama, Comédia                      | Ruth Bickelhaupt, Heiko Pinkowski, Peter Trabner, Paul Pinkowski                                            | trad. Acima do Peso Dois homens acima do peso formam um laço enquanto procuram pela mãe demente de um deles                                            |
| Dressed                                                                      | David John Swajeski                                                             | EUA                                | Documentário                        | Nary Manivong, Janet Mock, Simon Doonan, Fern Mallis, Mary Gehlhar, George Furlan                           | Um jovem designer laosiano-americano segue seu sonho de expor sua coleção na New York Fashion Week                                                     |
| East Bloc Love                                                               | Logan Mucha                                                                     | Austrália                          | Documentário                        | Sergey Yenin, Nicolai Alekseev, Robert Biedron, Brianna Caradja, Igors Maslakovs, Szymon Niemiec            | Segue um ativista gay bielorusso que se prepara para uma demonstração nas ruas de Minsk após a morte de seu namorado                                   |
| Eating Out: Drama Camp                                                       | Q. Allan Brocka                                                                 | EUA                                | Comédia                             | Chris Salvatore, Daniel Skelton, Aaron Milo, Lilach Mendelovich, Harmony Santana, Garikayi Mutambirwa       | trad. Comendo Pelas Bordas 4 Quarto filme da série Eating Out                                                                                          |
| Eating Out: The Open Weekend                                                 | Q. Allan Brocka                                                                 | EUA                                | Comédia                             | Chris Salvatore, Daniel Skelton, Lilach Mendelovich, Harmony Santana, Michael Vara                          | trad. Comendo Pelas Bordas 5 Quinto filme de série Eating Out                                                                                          |
| eCupid                                                                       | J.C. Calciano                                                                   | EUA                                | Romance                             | Houston Rhines, Noah Schuffman, Morgan Fairchild, Andy Anderson, Joe Komara, John Callahan                  | Um homem estressado com o trabalho termina com seu namorado de longa data e procura encontros sexuais em um aplicativo de namoro                       |
| Estamos Juntos                                                               | Toni Venturi                                                                    | Brasil                             | Drama                               | Leandra Leal, Cauã Reymond, Lee Taylor, Nazareno Casero, Débora Duboc, Dira Paes                            | |
| Everything and Everyone                                                      | Tracy D. Smith                                                                  | Canadá                             | Drama                               | Ryan Robbins, Gabrielle Rose, Chad Willett, Lane Edwards, Sean Michael Kyer, Chelah Horsdal                 | Uma família e um grupo de amigos lidam com crises de idade, amor, morte, paternidade, e identidade                                                     |
| O Exótico Hotel Marigold                                                     | John Madden                                                                     | Reino Unido                        | Comédia, Drama                      | Judi Dench, Bill Nighy, Penelope Wilton, Maggie Smith, Tom Wilkinson, Dev Patel                             | |
| Fall Away                                                                    | Julian Grant                                                                    | EUA                                | Drama                               | Grant Stokes, Nathanael Card, Errin Strain, Robert Tobin, Ryan Relyea, Andrew Papke                         | Quando o cantor no armário de uma banda em ascensão é encontrado morto, seus amigos vão à Nashville para honrá-lo                                      |
| Famine                                                                       | Ryan Nicholson                                                                  | Canadá                             | Terror                              | Beth Cantor, Christine Wallace, Christopher Patrick Donoghue, Nathan Durec, Dustin Elkins, Karyn Halpin     | . Também conhecido como Stupid Teens Must Die! e Detention Night                                                                                       |
| Father's Day                                                                 | Adam Brooks, Jeremy Gillespie, Matthew Kennedy, Steven Kostanski, Conor Sweeney | Canadá, EUA                        | Terror, Ação, Comédia               | Adam Brooks, Matthew Kennedy, Conor Sweeney, Amy Groening, Mackenzie Murdock, Meredith Sweeney              | [ 68 ] |
| Fille ou garçon, mon sexe n'est pas mon genre                                | Valérie Mitteaux                                                                | França, EUA, Espanha               | Documentário                        | | Segue três homens trans de São Francisco |
| Finding Me: Truth                                                            | Roger S. Omeus Jr.                                                              | EUA                                | Romance, Drama                      | Josh Breckenridge, Derrick L. Briggs, RayMartell Moore                                                      | Um grupo de amigos de Jersey City navega pelo mundo de relacionamentos                                                                                 |
| Finding Mr. Wright                                                           | Nancy Criss                                                                     | EUA                                | Comédia, Romance                    | Matthew Montgomery, Rebekah Kochan, David Shae, Jason Stuart, Scotch Ellis Loring, Edward Gusts             | O empresário de uma atriz famosa tem que acompanhá-la à um retiro terapêutico e acaba se apaixonando por um dos treinadores dela                       |
| The First Time - Bedingungslose Liebe                                        | Timmy Ehegötz                                                                   | Alemanha                           | Drama                               | Florian Ahlborn, Timmy Ehegötz, Denise Ilktac, Bianca Prohl, Björn Suchla                                   | Um adolescente se apaixona pela primeira vez por um garoto mais velho que foi traído pelo namorado                                                     |
| Fjellet                                                                      | Ole Giæver                                                                      | Noruega                            | Drama                               | Ellen Dorrit Petersen, Marte Magnusdotter Solem                                                             | Duas mulheres, uma delas grávida, escalam uma montanha nevada                                                                                          |
| Les fraises des bois                                                         | Dominique Choisy                                                                | França                             | Drama                               | Juliette Damiens, Julien Lambert, Stephan Lara, Nathalie Richard, Jean-Michel Noirey, Yannick Bequelin      | Uma jovem abastada porém frustrada conhece um garoto de programa que trabalha em um supermercado                                                       |
| Funkytown                                                                    | Daniel Roby                                                                     | Canadá                             | Drama                               | Patrick Huard, Justin Chatwin, Paul Doucet, Raymond Bouchard, Geneviève Brouillette, Sarah Mutch            | Sobre uma discoteca de Montreal e seus patronos na década de 70                                                                                        |
| Gayuma                                                                       | Alvin Yapan                                                                     | Filipinas                          | Drama, Romance                      | Mercedes Cabral, Kalil Almonte                                                                              | [ 76 ] |
| Gen Silent                                                                   | Stu Maddux                                                                      | EUA                                | Documentário                        | Lois Johnson                                                                                                | Sobre a discriminação enfrentada por idosos LGBT em casas de repouso                                                                                   |
| The Girl with the Dragon Tattoo                                              | David Fincher                                                                   | EUA, Suécia, Reino Unido, Alemanha | Suspense, Drama                     | Daniel Craig, Rooney Mara, Christopher Plummer, Stellan Skarsgård, Steven Berkoff, Robin Wright             | [ 78 ] |
| Glitterboys & Ganglands                                                      | Lauren Beukes                                                                   | África do Sul                      | Documentário                        | | Sobre o maior concurso drag da Cidade do Cabo |
| Go Go Crazy                                                                  | Fred M. Caruso                                                                  | Filipinas                          | Comédia                             | Christina Bianco, Paul Cereghino, Rick Crom, Michael Cusumano, Nick Kenkel, Steven Polito                   | Mocumentário que segue os competidores, jurados, e apresentadora de uma competição de go-go boys                                                       |
| Going Down in LA-LA Land                                                     | Casper Andreas                                                                  | EUA                                | Comédia, Drama                      | Matthew Ludwinski, Allison Lane, Michael Medico, Casper Andreas, John Schile, Jesse Archer                  | trad. Com Tudo em Lala Land Um jovem se muda para Los Angeles para virar ator mas só consegue emprego em um estúdio pornográfico                       |
| Gone                                                                         | Gretchen Morning, John Morning                                                  | EUA                                | Documentário                        | Kathryn Gilleran                                                                                            | Uma policial veterana de Nova Iorque investiga o desaparecimento de seu filho na Áustria                                                               |
| Le grand'tour                                                                | Jérôme Le Maire                                                                 | Bélgica                            | Comédia, Drama                      | Jean-Marc Chenut, Emmanuel Lawarée, Arnaud Libert, Vincent Marganne                                         | [ 83 ] |
| The Green                                                                    | Steven Williford                                                                | EUA                                | Drama                               | Jason Butler Harner, Cheyenne Jackson, Illeana Douglas, Julia Ormond                                        | trad. Assédio Um professor de teatro gay é falsamente acusado de se envolver com um aluno                                                              |
| Gun Hill Road                                                                | Rashaad Ernesto Green                                                           | EUA                                | Drama                               | Esai Morales, Judy Reyes, Harmony Santana, Isiah Whitlock Jr., Míriam Colón, Felix Solis                    | Depois de passar três anos na prisão, um homem reecontra sua esposa distante e seu filho em transição de gênero                                        |
| Hannah and the Hasbian                                                       | Gordon Napier                                                                   | Austrália                          | Comédia                             | Mahalia Brown, Matylda Buczko, Emily O'Brien-Brown                                                          | [ 86 ] |
| Heart Breaks Open                                                            | William Maria Rain                                                              | EUA                                | Drama                               | Maximillian Davis, Brian Peters, Samonte Cruz                                                               | O mundo de um ativista gay vira de ponta cabeça quando ele descobre que é seropositivo                                                                 |
| A Heaven for Queers                                                          | Alexander Grigorenko                                                            | EUA                                | Drama, Romance                      | Alex Di Dio, Jessica Zwolak, Joseph Charles Kaye                                                            | Dois homens precisam reconciliar seu amor com sua educação evangélica                                                                                  |
| Hit So Hard                                                                  | P. David Ebersole                                                               | EUA                                | Documentário                        | Patty Schemel, Courtney Love, Eric Erlandson, Melissa Auf der Maur, Nina Gordon, Kate Schellenbach          | Documenta a vida e a quase-morte de Patty Schemel, a baterista da banda Hole                                                                           |
| Hold Your Peace                                                              | Wade McDonald                                                                   | EUA                                | Comédia, Romance                    | Chad Ford, Scott Higgins, Aleisha Force, Tyler Brockington, Blair Dickens                                   | Depois de ser escolhido como padrinho do casamento de seu ex, um homem procura alguém para acompanhá-lo                                                |
| Hollywood to Dollywood                                                       | John Lavin                                                                      | EUA                                | Documentário                        | Gary Lane, Larry Lane, Michael Bowen, Dolly Parton, Chad Allen, Beth Grant                                  | Gêmeos idênticos gays superfãs de Dolly Parton viajam pelo país para entregar um roteiro para a cantora                                                |
| Homevideo                                                                    | Kilian Riedhof                                                                  | Alemanha                           | Drama                               | Jonas Nay, Wotan Wilke Möhring, Nicole Marischka, Sophia Boehme, Jannik Schümann, Petra Kelling             | Um adolescente tem o vídeo onde se masturba vazado para todos de sua escola                                                                            |
| Les hommes libres                                                            | Ismaël Ferroukhi                                                                | França                             | Drama                               | Tahar Rahim, Michael Lonsdale, Lubna Azabal, Mahmoud Shalaby, Christopher Buchholz                          | |
| Hot boy nổi loạn                                                             | Vũ Ngọc Đãng                                                                    | Vietnã                             | Drama                               | Lương Mạnh Hải, Hồ Vĩnh Khoa, Linh Sơn, Phương Thanh, Hiếu Hiền, La Quoc Hung                               | |
| House of Shame: Chantal All Night Long                                       | Johanna Jackie Baier                                                            | Alemanha                           | Documentário                        | Joseph Arias, Chantal Lehner, Andreas Schwarz, Gloria Viagra, Sherry Vine                                   | Sobre uma mulher trans que organiza uma festa queer semanal em Berlim                                                                                  |
| How Are You                                                                  | Jannik Splidsboel                                                               | Dinamarca                          | Documentário                        | Michael Elmgreen, Ingar Dragset, Morten Olafsson                                                            | O relacionamento, tanto romântico quanto profissional, de dois artistas                                                                                |
| Hua wei mei (花为眉)                                                         | François Chang                                                                  | China                              | Romance, Drama                      | Nranus Chen, Jason Lau, Hayden Leung, Will Bay, Chan Chan, François Chang                                   | Também conhecido como Bad Romance Segue a vida romântica de sete jovens homossexuais, bissexuais, e heterossexuais                                     |
| I Am                                                                         | Sonali Gulati                                                                   | Índia, EUA                         | Documentário                        | Sonali Gulati                                                                                               | A diretora retorna à Nova Déli depois de anos e conhece pais de outras pessoas LGBT                                                                    |
| I Am a Woman Now                                                             | Michiel van Erp                                                                 | Países Baixos                      | Documentário                        | April Ashley, Colette Berends, Jean Lessenich, Corinne van Tongerloo, Bambi                                 | Sobre a primeira geração de mulheres trans que fizeram sua cirurgia de redesignação sexual em Casablanca nos anos 50 e 60                              |
| I Melt with You                                                              | Mark Pellington                                                                 | EUA                                | Suspense, Drama                     | Thomas Jane, Jeremy Piven, Rob Lowe, Christian McKay, Carla Gugino, Arielle Kebbel                          | trad. Pacto do Passado Quatro amigos da universidade se reencontram na meia-idade, mas as coisas logo saem de controle                                 |
| I Want to Get Married                                                        | William Clift                                                                   | EUA                                | Comédia, Drama                      | Matthew Montgomery, Ashleigh Sumner, Emrhys Cooper, Jane Wiedlin, Peter Stickles                            | Um nerd gay tenta se casar em seis dias |
| Il n'y a pas de rapport sexuel                                               | Raphael Siboni                                                                  | França                             | Documentário                        | Hervé P. Gustave, Cindy Dollar, Michael Cheritto, Stracy Stone, Phil Holliday, Valentina Rossi              | Sobre Hervé P. Gustave, ou HPG, ator, diretor, e produtor de filmes pornográficos                                                                      |
| Illegal Love                                                                 | Julie Gali                                                                      | França, Espanha, EUA               | Documentário                        | Frédéric Anscombre, Dominique Besnehard, Dustin Lance Black                                                 | [ 101 ] |
| Impardonnables                                                               | André Téchiné                                                                   | França                             | Drama                               | André Dussollier, Carole Bouquet, Mélanie Thierry, Adriana Asti, Mauro Conte, Alexis Loret                  | Um escritor se casa com uma corretora de imóveis em Veneza e se torna obcecado com a rotina dela                                                       |
| In the Family                                                                | Patrick Wang                                                                    | EUA                                | Drama                               | Sebastian Banes, Patrick Wang, Trevor St. John, Lisa Altomare, Susan Kellermann, Conan McCarty              | Quando seu parceiro morre em um acidente de carro, um homem tenta manter a custódia do filho dos dois                                                  |
| In Their Room: Berlin                                                        | Travis Mathews                                                                  | EUA                                | Documentário                        | Toby Ashraf, Luc Notsnad                                                                                    | Um olhar voyeurístico pelos quartos de homens gays de Berlim                                                                                           |
| Inspired: The Voices Against Prop 8                                          | Charles Gage                                                                    | EUA                                | Documentário                        | Matthew C. Campbell, Carlos Alvarez, Richard Aviles, Sergio Carrillo, Jimmy Chen                            | A história do movimento contra a proposição 8 da Califórnia em 2008                                                                                    |
| Into the Lion's Den                                                          | Dan Lantz                                                                       | EUA                                | Suspense, Drama                     | Ronnie Kroell, Jesse Archer, Kristen-Alexzander Griffith, Michael McFadden, Jodie Shultz, Laurence Mullaney | Três homens gays fazendo uma viagem pelo campo acabam na mira de um psicopata                                                                          |
| Izlet                                                                        | Nejc Gazvoda                                                                    | Eslovênia                          | Drama                               | Luka Cimprič, Jure Henigman, Nina Rakovec                                                                   | |
| J. Edgar                                                                     | Clint Eastwood                                                                  | EUA                                | Biográfico, Drama                   | Leonardo DiCaprio, Naomi Watts, Armie Hammer, Josh Lucas, Judi Dench, Dermot Mulroney                       | |
| Jamie and Jessie Are Not Together                                            | Wendy Jo Carlton                                                                | EUA                                | Musical, Comédia, Romance           | Jax Jackson, Jessica London-Shields, Fawzia Mirza, Marika Engelhardt, Laura Chernicky                       | Uma mulher é apaixonada pela melhor amiga, que vai mudar de cidade em duas semanas                                                                     |
| Jamie: Drag Queen at 16                                                      | Jenny Popplewell                                                                | Reino Unido                        | Documentário                        | Jenny Popplewell, Jamie Campbell                                                                            | Uma drag queen de 16 anos é barrada de uma festa da escola                                                                                             |
| Jan’s Coming Out                                                             | Carolyn Reid                                                                    | Reino Unido                        | Documentário                        | Jill Bennett, Cathy DeBuono, Jan Walker                                                                     | Aos 50 anos de idade, casada com um homem por 23 destes, uma mulher explora sua homossexualidade                                                       |
| Jannat 'Ali                                                                  | Viola Shafik                                                                    | Alemanha                           | Documentário                        | El Hedi ben Salem, Rainer Werner Fassbinder, Irm Hermann, Kurt Raab, Karl Scheydt, Hans Hirschmüller        | Explora a história de El Hedi ben Salem, amante e colaborador egípcio do diretor alemão Rainer Werner Fassbinder                                       |
| Joe + Belle                                                                  | Veronica Kedar                                                                  | Israel                             | Comédia, Crime, Drama               | Veronica Kedar, Sivan Levy, Romi Aboulafia, Yotam Ishay, Ra'anan Hefetz, Noa Provisor                       | Uma traficante se apaixona por uma psicopata suicida                                                                                                   |
| Jool-tak-dong-si (줄탁동시)                                                  | Kim Kyung-mook                                                                  | Coreia do Sul                      | Drama                               | Paul Lee, Yeom Hyun-Joon, Kim Sae-byuk, Lim Hyung-kook, Kim Jung-pal                                        | Um imigrante ilegal da Coreia do Norte foge após bater em seu chefe abusivo e conhece um jovem sugar baby                                              |
| Juan de los muertos                                                          | Alejandro Brugués                                                               | Cuba                               | Comédia, Terror                     | Alexis Díaz de Villegas, Jorge Molina, Andros Perugorría, Andrea Duro, Jazz Vilá, Eliecer Ramírez           | trad. Juan dos Mortos Em uma Havana invadida por uma horda zumbi, um homem e seus amigos montam um serviço para eliminá-los                            |
| Judas Kiss                                                                   | J.T. Tepnapa                                                                    | EUA                                | Ficção Científica, Drama            | Charlie David, Richard Harmon, Sean Paul Lockhart, Timo Descamps                                            | Um rapaz conhece um homem em um bar gay enquanto julga uma competição de filmes                                                                        |
| Die Jungs vom Bahnhof Zoo                                                    | Rosa von Praunheim                                                              | Alemanha                           | Documentário                        | Sergiu Grimalschi, Peter Kern, Master Patrick, Claudia Thomas, Lutz Volkwein                                | Sobre a prostituição masculina na estação ferroviária Bahnhof Zoo                                                                                      |
| Kape Barako                                                                  | Monti Parungao                                                                  | Filipinas                          | Comédia                             | Johnron Tañada, Frederick Peralta, Afi Africa, Miko Pasamonte, Marcus Aboga                                 | [ 116 ] |
| Karuvarai Pookkal                                                            | IPS Xavier                                                                      | Índia                              | Drama                               | Living Smile Vidya, Julia Robert, Pallavi                                                                   | Segue a transição de gênero de uma mulher |
| Kickoff                                                                      | Rikki Beadle Blair                                                              | Reino Unido                        | Comédia, Drama                      | Duncan MacInnes, Ian Sharp, Kyle Treslove, Ludvig Bonin, Craig Storrod, Jason Maza                          | Um pequeno time de futebol gay joga contra outro de reputação violenta                                                                                 |
| Kink Crusaders                                                               | Mark Jensen                                                                     | EUA                                | Documentário                        | Guy Baldwin, Brad Belof, Caro                                                                               | Sobre o concurso Mr. Leather, a competição de couro mais antiga do mundo                                                                               |
| Koi ni itaru yamai (恋に至る病)                                              | Shoko Kimura                                                                    | Japão                              | Drama                               | Miwako Wagatsuma, Yôichirô Saitô, Aimi Satsukawa, Shota Sometani                                            | [ 120 ] |
| Kyss mig                                                                     | Alexandra-Therese Keining                                                       | Suécia                             | Drama                               | Ruth Vega Fernandez, Liv Mjönes, Krister Henriksson, Lena Endre, Joakim Nätterqvist, Tom Ljungman           | Uma mulher comprometida se apaixona pela filha da namorada de seu pai                                                                                  |
| Last Fast Ride: The Life, Love and Death of a Punk Goddess                   | Lilly Scourtis                                                                  | EUA                                | Documentário                        | Marian Anderson, Henry Rollins, Tim Armstrong, Dexter Holland, Daniel deLeon, Becky Wreck                   | Um retrato da roqueira punk Marian Anderson, que morreu de overdose em 2001 aos 33 anos                                                                |
| Leave It on the Floor                                                        | Sheldon Larry                                                                   | EUA, Canadá                        | Musical, Comédia, Drama             | Ephraim Sykes, Andre Myers, Phillip Evelyn, Barbie-Q, Cameron Koa, James Alsop                              | Ambientado no mundo do vogue nas periferias de Los Angeles                                                                                             |
| The Ledge                                                                    | Matthew Chapman                                                                 | EUA                                | Suspense, Drama                     | Charlie Hunnam, Terrence Howard, Liv Tyler, Christopher Gorham, Patrick Wilson                              | |
| Leicht muss man sein, fliegen muss man können                                | Annette Frick                                                                   | Alemanha                           | Documentário                        | | Sobre Herbert Tobias, primeiro fotógrafo alemão para a Vogue de Paris                                                                                  |
| Let My People Go!                                                            | Mikael Buch                                                                     | França                             | Comédia                             | Nicolas Maury, Carmen Maura, Jean-François Stévenin, Amira Casar, Clément Sibony, Jarkko Niemi              | Um carteiro gay judeu francês tem a vida perfeita na Finlândia, mas é forçado a voltar para a França com sua família maluca                            |
| Life in Stills                                                               | Tamar Tal                                                                       | Israel                             | Documentário                        | | Uma mulher e seu neto lutam para salvar sua loja de fotografia                                                                                         |
| Lipstikka (אודם‎)                                                             | Jonathan Sagall                                                                 | Israel                             | Drama                               | Clara Khoury, Nataly Attiya, Daniel Caltagirone, Moran Rosenblatt, Ziv Weiner, Gal Lev                      | 15 anos após um incidente traumático, duas mulheres palestinas se reencontram em Londres                                                               |
| Lollipop Monster                                                             | Ziska Riemann                                                                   | Alemanha                           | Drama                               | Jella Haase, Sarah Horváth, Nicolette Krebitz, Thomas Wodianka, Sandra Borgmann                             | [ 128 ] |
| Longhorns                                                                    | David Lewis                                                                     | EUA                                | Comédia, Romance                    | Jacob Newton, Derek Efrain Villanueva, Dylan Vox, Kevin Held, Stephen Matzke, Bonnie Marion                 | No Texas dos anos 80, um universitário conhece um colega abertamente gay e reavalia sua sexualidade                                                    |
| Louise and Her Lover                                                         | Ryan Andrew Balas                                                               | EUA                                | Crime, Romance, Suspense            | Julia Porter Howe, Morgan Powell, Deirdre Herlihy, Richard Buonagurio                                       | Uma aspirante a modelo se apaixona por uma pintora em ascensão                                                                                         |
| The Love Patient                                                             | Michael Simon                                                                   | EUA                                | Comédia, Romance                    | Benjamin Lutz, John Werskey, Jackson Palmer, Madison Gray, Mike Pfaff, Laura Ulsh                           | Um homem finge que tem câncer para reconquistar seu ex-namorado                                                                                        |
| Lovely Man                                                                   | Teddy Soeriaatmadja                                                             | Indonésia                          | Drama                               | Donny Damara, Raihaanun, Asrul Dahlan, Yayu A.W. Unru, Arie M. Syarief                                      | Um jovem muçulmana devota procura seu pai mas encontra uma prostituta no lugar dele                                                                    |
| The LuLu Sessions                                                            | S. Casper Wong                                                                  | EUA                                | Documentário                        | Louise Nutter, S. Casper Wong                                                                               | Os últimos meses de vida de médica com câncer de mama, e o relacionamento entre ela e a diretora                                                       |
| Magi I Luften                                                                | Simon Staho                                                                     | Dinamarca                          | Musical, Drama                      | Dar Salim, Henning Valin Jakobsen, Birgitte Hjort Sørensen, Emma Sehested Høeg, Gustav Hintze               | Quatro adolescente arriscam tudo em apenas uma noite extraordinária                                                                                    |
| Making the Boys                                                              | Crayton Robey                                                                   | EUA                                | Documentário                        | Edward Albee, Mart Crowley, Michael Cunningham, Cheyenne Jackson, Tony Kushner, Paul Rudnick                | Explora o drama, a luta, e o legado que cerca a história da peça The Boys in the Band de 1968                                                          |
| Man at Sea                                                                   | Constantine Giannaris                                                           | Grécia                             | Drama                               | Antonis Karistinos, Theodora Tzimou, Konstadinos Siradakis, Stathis Papadopoulos, Stathis Apostolou         | Um capitão de passado triste resgata 30 jovens refugiados afegãos                                                                                      |
| Mangus!                                                                      | Ash Christian                                                                   | EUA                                | Comédia                             | Ryan Boggus, Jennifer Coolidge, Heather Matarazzo, Reid Shapiro, John Waters, Leslie Jordan                 | Um adolescente consegue o papel de Jesus na peça de sua escola, mas um acidente coloca sua oportunidade em perigo                                      |
| Marécages                                                                    | Guy Édoin                                                                       | Canadá                             | Drama                               | Pascale Bussières, Gabriel Maillé, Luc Picard, François Papineau                                            | |
| Married in Spandex                                                           | Devin Gallagher                                                                 | EUA                                | Documentário                        | Leslie Hall                                                                                                 | Um jovem casal de lésbicas viajam até Ames para serem casadas pela cantora cômica Leslie Hall                                                          |
| McQueen and I                                                                | Louise Osmond                                                                   | EUA                                | Documentário                        | Steven Mackintosh, Alexander McQueen, Kate Moss, Tom Ford, Naomi Campbell, Jodie Kidd                       | Um retrato do designer britânico Alexander McQueen |
| Mi último round                                                              | Julio Jorquera                                                                  | Chile                              | Drama                               | Roberto Farías, Héctor Morales, Manuela Martelli, Tamara Acosta, Alejandro Trejo, Luis Dubó                 | O romance entre um boxeador e um assistente de cozinha que se mudam para Santiago                                                                      |
| Mía                                                                          | Javier van de Couter                                                            | Argentina                          | Drama, Comédia                      | Rodrigo de la Serna, Maite Lanata, Camila Sosa Villada                                                      | Uma mulher trans sem-teto encontra o diário de uma falecida que deixou um marido e uma filha                                                           |
| Ming yun hua zhuang shi (命運化妝師)                                         | Lien Yi-Chi                                                                     | Taiwan                             | Drama, Fantasia                     | Sonia Sui, Nikki Hsieh, Ray Chang                                                                           | Uma cosmetologista funerária encontra o cadáver de sua antiga professora                                                                               |
| Mirrors for Princes                                                          | Lior Shamriz                                                                    | Alemanha                           | Drama, Ficção Científica            | Imri Kahn, Horst-Günter, Marx Hayedeh, Rabbi Georges, Liam Ward                                             | [ 143 ] |
| Mon arbre                                                                    | Bérénice André                                                                  | França                             | Comédia                             | Leopoldine Vigouroux, Fiona Cros, Francis Leplay, Thomas Suire, Nicolas Bouchaud                            | Uma menina tem dois pais, duas mães, um padrasto, e uma madrasta                                                                                       |
| Mondo Lux - Die Bilderwelten des Werner Schroeter                            | Elfi Mikesch                                                                    | Alemanha                           | Documentário                        | Werner Schroeter, Rosa von Praunheim, Ingrid Caven, Isabelle Huppert, Monika Keppler, Wim Wenders           | Sobre o cineasta alemão Werner Schroeter |
| Morir de pie                                                                 | Jacaranda Correa                                                                | México                             | Documentário                        | | O filho de militantes mexicanos e defensor da revolução cubana faz sua transição de gênero                                                             |
| My Little Friend                                                             | Deirdre Herlihy                                                                 | EUA                                | Comédia, Drama                      | Deirdre Herlihy, Jessica Pierson, Ryan Andrew Balas                                                         | Uma artista lésbica que mora com o pai em Nova Iorque reencontra uma amiga de infância                                                                 |
| Narthaki (நர்த்தகி)                                                             | G. Vijayapadma                                                                  | Índia                              | Drama                               | Kalki Subramaniam, Leema Babu, Girish Karnad, Suzane George, Punnagai Poo Gheetha                           | A história de sobrevivência e transição de gênero de uma mulher                                                                                        |
| Nebenwirkung Glück                                                           | Julia Csabai, Alida Szabó                                                       | Alemanha                           | Documentário                        | | Dois homens soropositivos, um de 72 anos outro de 58, vivem juntos em Berlim à 11 anos                                                                 |
| The Night Watch                                                              | Richard Laxton                                                                  | Reino Unido                        | Guerra, Drama, Romance              | Anna Maxwell Martin, Claire Foy, Jodie Whittaker, Harry Treadaway, JJ Feild, Liam Garrigan                  | Segue as vidas fragmentadas e conectadas de três lésbicas, uma mulher hétero e seu irmão de sexualidade ambígua na década de 40                        |
| Nije ti život pjesma Havaja                                                  | Dana Budisavljević                                                              | Croácia                            | Documentário                        | Bosko Budisavljevic, Dana Budisavljevic                                                                     | Quatro membros de uma família se reúnem para celebrar um aniversário                                                                                   |
| Noordzee, Texas                                                              | Bavo Defurne                                                                    | Bélgica                            | Drama                               | Jelle Florizoone, Mathias Vergels, Eva Van Der Gucht                                                        | Baseado no romance Nooit gaat dit over de Andre Sollie                                                                                                 |
| Notre Paradis                                                                | Gaël Morel                                                                      | França                             | Drama                               | Stéphane Rideau, Dimitri Durdaine, Beatrice Dalle, Didier Flamand, Mathis Morisset, Malik Issolah           | trad. Nosso Paraíso Um prostituto com instintos assassinos encontra um homem mais novo inconsciente na floresta e o leva para casa                     |
| A Novela das 8                                                               | Odilon Rocha                                                                    | Brasil                             | Comédia, Drama                      | Vanessa Giácomo, Mateus Solano, Claudia Ohana, Alexandre Nero, Paulo Lontra, Thais Müller                   | |
| No Look Pass                                                                 | Melissa Johnson                                                                 | EUA                                | Documentário                        | Emily Tay                                                                                                   | Segue uma jogadora de basquete de origem birmanesa que vive uma vida dupla em Harvard e sonha em jogar na Europa                                       |
| Noise & Resistance                                                           | Francesca Araiza Andrade, Julia Ostertag                                        | Alemanha                           | Documentário                        | Jon Active, Michael Douglas, Jon Elliott, Josefin Finér                                                     | Mostra uma subcultura musical política interconectada que declarou guerra na cultura mainstream                                                        |
| O Que Há de Novo no Amor?                                                    | Vários                                                                          | Portugal                           | Drama                               | Joana Santos, Miguel Raposo, David Cabecinha, João Cajuda, Nuno Casanovas, Ângelo Rodrigues,                | |
| Och, Karol 2                                                                 | Piotr Wereśniak                                                                 | Polônia                            | Comédia                             | Piotr Adamczyk, Małgorzata Socha, Marta Zmuda, Katarzyna Zielińska, Katarzyna Figura                        | [ 155 ] |
| Off Beat                                                                     | Jan Gassmann                                                                    | Suíça                              | Drama                               | Hans-Jakob Mühlethaler, Domenico Pecoraio, Marlise Fischer, Manuel Neuburger                                | Após um caso turbulento com seu produtor, um rapper tem que competir com seu irmão mais novo, que tomou seu lugar                                      |
| Off Shore                                                                    | Sven J. Matten                                                                  | Alemanha                           | Drama, Romance                      | Andre Wurde, Alexandra Sydow, Benjamin Martins, Marko Pustisek                                              | Um jovem vai até Fuerteventura para aprender a surfar e encontrar o pai, mas acaba encontrando a si mesmo                                              |
| On ne choisit pas sa famille                                                 | Christian Clavier                                                               | França                             | Aventura, Comédia                   | Christian Clavier, Jean Reno, Muriel Robin, Héléna Noguerra, Michel Vuillermoz, Maily Florentin Dao         | Uma lésbica convence seu irmão à ajudá-la a adotar uma criança vietnamita                                                                              |
| The One                                                                      | Caytha Jentis                                                                   | EUA                                | Comédia, Romance                    | Jon Prescott, Ian Novick, Margaret Anne Florence, David Albiero, Collin Biddle, Michael Billy               | Um mês antes de seu casamento, um banqueiro se apaixona por um homem de seu passado                                                                    |
| One Night Stand                                                              | Trish Dalton, Elizabeth Sperling                                                | EUA                                | Documentário                        | Cheyenne Jackson, Rachel Dratch, Jesse Tyler Ferguson, Richard Kind, Nellie McKay                           | [ 160 ] |
| An Ordinary Family                                                           | Mike Akel                                                                       | EUA                                | Drama                               | Troy Schremmer, Greg Wise, Janelle Schremmer, Chad Anthony Miller, Steven Schaefer                          | Um homem conservador não sabe o que fazer quando seu irmão aparece em uma reunião de família com um namorado                                           |
| La Otra Familia                                                              | Gustavo Loza                                                                    | México                             | Drama                               | Jorge Salinas, Carmen Salinas, Ana Serradilla, Luis Roberto Guzmán, Ana Soler, Dominika Paleta              | trad. A Outra Família Um menino é acolhido por um casal gay enquanto sua mãe viciada em drogas se reabilita                                            |
| Otra película de amor                                                        | Edwin Oyarce                                                                    | Chile                              | Drama                               | Benjamín Prati, Aquiles Poblete, Eyal Meyer                                                                 | Dois amigos de infância se reencontram e passam por experiências intensas durante um verão                                                             |
| Où va la nuit                                                                | Martin Provost                                                                  | Franço                             | Drama                               | Yolande Moreau, Pierre Moure, Edith Scob, Jan Hammenecker, Laurent Capelluto                                | trad. Aonde vai a noite Fugindo após matar seu marido abusivo, uma mulher vai procurar seu filho gay                                                   |
| Our Idiot Brother                                                            | Jesse Peretz                                                                    | EUA                                | Comédia, Drama                      | Paul Rudd, Elizabeth Banks, Zooey Deschanel, Emily Mortimer, Hugh Dancy, Katie Aselton                      | Após ser solto da prisão, um homem excêntrico procura refúgio com suas irmãs                                                                           |
| Our Lips Are Sealed                                                          | John Gallino                                                                    | EUA                                | Documentário                        | | Dois universitários gays tentam quebrar o recorde para o beijo mais longo do mundo                                                                     |
| Out Loud                                                                     | Samer Daboul                                                                    | Líbano                             | Drama, Romance                      | Rudy Moarbes, Ali Rhayem, Jad Hadid, Michel Sarkiss, Eliane Kerdy, Jean Kobrosly                            | Seis amigos; quatro homens hétero, um gay, e uma mulher, se reúnem para celebrar o aniversário de um deles em Beirute                                  |
| Over the Edge                                                                | Webster Forrest                                                                 | EUA                                | Crime, Drama, Romance               | Danny Bedford, Sean Hart, Fenella Fielding, Phillip Davey, David Caruana, Graham Dickson                    | Um homem que tem apagões frequentes na memória suspeita ser responsável por uma onda de assassinatos e pede a ajuda de um colega de trabalho           |
| P-047 (แต่เพียงผู้เดียว)                                                          | Kongdej Jaturanrasmee                                                           | Tailândia                          | Drama                               | Kaneungnich Jaksamithanon, Prinya Ngamwongwarn, Apichai Tragoolpadetgrai, Nastnathakit Intarasut            | Um chaveiro solitário e um aspirante a escritor invadem casas não para roubar, mas para entrar na vida dos outro por algmas horas                      |
| Padang besar (ปาดังเบซาร์)                                                     | Tongpong Chantarangkul                                                          | Tailândia                          | Drama                               | Akamsiri Suwannasuk, Apinya Sakuljaroensuk, Torpong Kul-On, Wilson Ng                                       | Duas irmãs não tão próximas acompanham o corpo de sua mãe em uma ambulância pelo país                                                                  |
| Palácios de Pena                                                             | Gabriel Abrantes, Daniel Schmidt                                                | Portugal                           | Drama, Fantasia                     | Alcina Abrantes, Ana Rita Franco, Teresa Castro, Andreia Martina                                            | Duas pré-adolescentes se reencontram ao visitar sua avó adoecida                                                                                       |
| Der Papst ist kein Jeansboy                                                  | Sobo Swobodnik                                                                  | Alemanha                           | Documentário                        | Hermes Phettberg, Josef Hader, Wilhelm Aschauer, Roman Berka, Peter Katlein, Kurt Palm                      | Sobre o ator e escritor austríaco Hermes Phettberg |
| Parada (Парада)                                                              | Srđan Dragojević                                                                | Sérvia                             | Comédia, Drama                      | Nikola Kojo, Miloš Samolov, Hristina Popović, Goran Jevtić, Goran Navojec, Dejan Aćimović                   | Mostra a luta por direitos LGBT na Sérvia, com imagens da parada gay de Belgrado de 2010                                                               |
| Paradeisos (Παράδεισος)                                                      | Panagiotis Fafoutis                                                             | Grécia                             | Romance, Drama                      | Natasa Zaga, Mihalis Fotopoulos, Olia Lazaridou, Errikos Litsis, Christos Loulis                            | Segue as desaventuras amorosas dos membros de um bloco de carnaval                                                                                     |
| Pariah                                                                       | Dee Rees                                                                        | EUA                                | Drama                               | Adepero Oduye, Aasha Davis, Charles Parnell, Kim Wayans                                                     | Uma jovem afro-americana descobre e aprende a aceitar sua identidade sexual                                                                            |
| Paul Goodman Changed My Life                                                 | Jonathan Lee                                                                    | EUA                                | Documentário, Biográfico            | Paul Goodman                                                                                                | A história do filósofo, poeta, anarquista, e homem abertamente queer Paul Goodman                                                                      |
| La peli de Batato                                                            | Goyo Anchou, Peter Pank                                                         | Argentina                          | Documentário                        | Batato Barea, Cecilia Roth, Antonio Gasalla, Alejandra Flechner, Verónica Llinás                            | Sobre o artista underground Batato Barea |
| Perfect Days                                                                 | Alice Nellis                                                                    | República Checa                    | Comédia, Romance                    | Ivana Chýlková, Ondřej Sokol, Zuzana Bydžovská, Vojtěch Kotek, David Rauch                                  | [ 176 ] |
| The Perfect Family                                                           | Anne Renton                                                                     | EUA                                | Comédia, Drama                      | Kathleen Turner, Emily Deschanel, Jason Ritter, Michael McGrady, Sharon Lawrence                            | trad. Uma Família Perfeita Uma mãe e esposa devota é nomeada para um prêmio em sua igreja e tenta provar que tem a família perfeita                    |
| Phantom Images                                                               | Matthew Doyle                                                                   | EUA                                | Drama                               | Rob Moretti, Daniel Genalo, Niki Rubin, Rachel Luciani, Joey Chanlin, Sam Encarnacion                       | Um cineasta esconde de seus atores que não tem mais dinheiro de patrocinadores e continua gravando seu filme                                           |
| La piel que habito                                                           | Pedro Almodóvar                                                                 | Espanha                            | Suspense                            | Antonio Banderas, Elena Anaya, Marisa Paredes, Jan Cornet, Roberto Álamo, Blanca Suárez                     | |
| Pivot Point                                                                  | Zach Meiners                                                                    | EUA                                | Drama                               | Tyler Danyla, Levi Cox, Jordan Cuckler, Alexis Hughes, Tristan Erwin                                        | Quatro alunos do ensino médio seguem um caminho sombrio                                                                                                |
| Poo kor karn rai (ผู้ก่อการร้าย)                                                 | Thunska Pansittivorakul                                                         | Tailândia, Alemanha                | Documentário                        | | Sobre um lado das revoltas pro-democráticas de abril de 2010 em Bangkok                                                                                |
| Praybeyt Benjamin                                                            | Wenn V. Deramas                                                                 | Filipinas                          | Comédia                             | Vice Ganda, Derek Ramsay, Eddie Garcia, DJ Durano, Dennis Padilla, Vandolph                                 | Um homem gay tenta se provar so entrar para o exército                                                                                                 |
| The Pretty Boys                                                              | Everett Lewis                                                                   | EUA                                | Drama, Comédia                      | Josh Beren, Dale Dymkoski, Erin Muir                                                                        | Uma banda de glam rock prestes a terminar um novo álbum também estão prestes a explodir                                                                |
| Private Romeo                                                                | Alan Brown                                                                      | EUA                                | Drama, Romance                      | Seth Numrich, Matt Doyle, Hale Appleman, Charlie Barnett, Adam Barrie, Chris Bresky                         | Adaptação de Romeu e Julieta de William Shakespeare, onde um grupo de soldados na academia militar encenam a peça, e dois deles acabam se apaixonando  |
| The Queen Has No Crown                                                       | Tomer Heymann                                                                   | Israel                             | Documentário                        | Tomer Heymann                                                                                               | trad. A Rainha Sem Coroa Navega as vidas íntimas de 5 irmãos e sua mãe através de uma década                                                           |
| Queens! Destiny of Dance                                                     | David Atkins                                                                    | Índia                              | Drama, Musical                      | Seema Biswas, Vineeth, Laxmi Narayan Tripathi, Raj Zutshi, Archanna Guptaa                                  | A estrela do grupo de dança de uma comunidade hijra fica com inveja quando sua professora favoreçe uma nova garota                                     |
| REC (알이씨)                                                                 | So Joon-moon                                                                    | Coreia do Sul                      | Drama                               | Song Sam-dong, Jo Hye-hun                                                                                   | Para lembrarem de seu aniversário de namoro, dois homens levam uma câmera para um motel                                                                |
| Renée                                                                        | Eric Drath                                                                      | EUA                                | Documentário                        | Eric Drath, Renée Richards, Josephine Von Hipple, John Poster                                               | A luta de Renée Richards para entrar no US Open de 1977 como uma mulher trans                                                                          |
| Romeos                                                                       | Sabine Bernardi                                                                 | Alemanha                           | Comédia, Romance, Drama             | Rick Okon, Maximilian Befort, Liv Lisa Fries, Felix Brocke                                                  | |
| Rundskop                                                                     | Michaël R. Roskam                                                               | Bélgica, Países Baixos             | Drama                               | Matthias Schoenaerts, Jeroen Perceval, Barbara Sarafian                                                     | |
| Sagat: The Documentary                                                       | Pascal Roche, Jérôme M. De Oliveira                                             | França                             | Documentário, Erótico               | François Sagat, Serge Hefez, Christophe Honoré, Bruce LaBruce, Chi Chi LaRue, Cyrille Marie                 | Sobre ator pornográfico François Sagat |
| Sal                                                                          | James Franco                                                                    | EUA                                | Biográfico, Drama                   | Val Lauren, Jim Parrack, James Franco, Vince Jolivette, Trevor Neuhoff, Stacey Miller                       | As últimas horas de vida de Sal Mineo, o primeiro ator de Hollywood abertamente bissexual                                                              |
| Sala Samobójców                                                              | Jan Komasa                                                                      | Polônia                            | Drama                               | Jakub Gierszał, Roma Gąsiorowska, Agata Kulesza, Krzysztof Pieczyński, Filip Bobek                          | |
| Salo                                                                         | Miko Jacinto                                                                    | Filipinas                          | Drama, Romance                      | Paolo Rivero, Anita Linda, Perla Bautista, Kristoffer King, Jeff Luna                                       | Um jovem rico que cuida de sua avó doente se apaixona por seu motorista                                                                                |
| Ang Sayaw ng Dalawang Kaliwang Paa                                           | Alvin B. Yapan                                                                  | Filipinas                          | Drama                               | Paulo Avelino, Rocco Nacino, Jean Garcia                                                                    | Para impressionar sua instrutora de dança mais velha, um jovem pede que o assistente dela o ajude a praticar                                           |
| The Scandalous Four                                                          | Christianne van Wijk                                                            | Reino Unido                        | Histórico, Romance, Drama           | Chris Butler, Meredith Colchester, Nicola Dane                                                              | Na Inglaterra regencial, uma jovem casada tem um caso com seu jardineiro enquanto seu marido tem um caso com o mordomo                                 |
| Schlafkrankheit                                                              | Ulrich Köhler                                                                   | Alemanha                           | Drama                               | Pierre Bokma, Jean-Christophe Folly, Jenny Schily, Hippolyte Girardot, Maria Elise Miller, Sava Lolov       | trad. A Doença do Sono |
| Sedona                                                                       | Tommy Stovall                                                                   | EUA                                | Comédia, Drama                      | Frances Fisher, Seth Peterson, Beth Grant, Matthew J. Williamson, Trevor Sterling Stovall                   | [ 193 ] |
| Señorita                                                                     | Isabel Sandoval                                                                 | Filipinas                          | Drama                               | Isabel Sandoval, Publio Briones III, Dominic Milano Palomo, Richard Manabat, Stella Palomo Monteño          | Uma mulher trans quer largar a vida de prostituta e aceita cuidar do filho de uma amiga por um ano                                                     |
| Septien                                                                      | Michael Tully                                                                   | EUA                                | Comédia, Drama, Mistério            | Michael Tully, Robert Longstreet, Onur Tukel, Jim Willingham, Rachel Korine, John Maringouin                | Um golpista retorna para a fazenda da família após anos longe e reencontra seus dois irmãos excêntricos                                                |
| Sexing the Transman                                                          | Buck Angel                                                                      | EUA                                | Documentário                        | Margaret Cho, Ian Harvie, Selene Luna, Lucas Silveira                                                       | Explora a sexualidade de homens trans |
| Shame                                                                        | Steve McQueen                                                                   | Reino Unido                        | Drama                               | Michael Fassbender, Carey Mulligan, James Badge Dale, Nicole Beharie, Lucy Walters, Mari-Ange Ramirez       | |
| Shut Up Little Man! An Audio Misadventure                                    | Matthew Bate                                                                    | EUA                                | Documentário                        | Ivan Brunetti, Daniel Clowes, Mitch Deprey, Peter Haskett, Raymond Huffman, Mike Mitchell                   | trad. Shut Up Little Man! Uma Aventura Sonora Na São Francisco de 1987, dois jovens punks gravam as brigas entre seus vizinhos, um homofóbico e um gay |
| Sister Mary                                                                  | Scott Grenke                                                                    | EUA                                | Musical, Comédia                    | Ant, James Vallo, Bruce Vilanch, Judy Tenuta, Shawn Quinlan, Sean Paul Lockhart                             | Um detetive homofóbico precisa ser parceiro de um detetive gay para prender um freira assassina                                                        |
| Skoonheid                                                                    | Oliver Hermanus                                                                 | África do Sul                      | Drama                               | Deon Lotz, Roeline Daneel, Sue Diepeveen, Charlie Keegan, Albert Maritz, Michelle Scott                     | Um homem que se odeia acaba se apaixonando pelo filho de um velho amigo                                                                                |
| Snowtown                                                                     | Justin Kurzel                                                                   | Austrália                          | Crime, Drama, Biográfico            | Lucas Pittaway, Daniel Henshall, Louise Harris, Frank Cwertniak, Matthew Howard, Marcus Howard              | trad. Os Crimes de Snowtown Baseado nos assassinatos em série ocorridos em Adelaide entre 1992 e 1999                                                  |
| Sohnemänner                                                                  | Ingo Haeb                                                                       | Alemanha                           | Drama                               | Peter Franke, Marc Zwinz, Renate Delfs, Bernhard Schutz, Vera Teltz, Leon Kohler                            | [ 200 ] |
| Someday This Pain Will Be Useful to You                                      | Roberto Faenza                                                                  | EUA, Itália                        | Drama                               | Toby Regbo, Marcia Gay Harden, Peter Gallagher, Lucy Liu, Stephen Lang, Deborah Ann Woll                    | |
| Somefarwhere                                                                 | Everett Lewis                                                                   | EUA                                | Drama                               | Bryce Blais, Dale Dymkoski, Khaled Haider, Drew Boylan                                                      | Um homem viaja ao Oriente Médio para procurar seu amante desaparecido                                                                                  |
| Stadt Land Fluss                                                             | Benjamin Cantu                                                                  | Alemanha                           | Drama                               | Lukas Steltner, Kai Michael Müller                                                                          | trad. A Colheita Segue o relacionamento entre dois aprendizes em um complexo agrícola                                                                  |
| The Strange History of Don't Ask, Don't Tell                                 | Fenton Bailey, Randy Barbato                                                    | EUA                                | Documentário                        | Carl Levin, Robert Gates, Mike Mullen, John McCain, Joe Lieberman, Nathaniel Frank                          | A estranha mas verdadeira história do banimento de gays e lésbicas do exército dos EUA                                                                 |
| Sur le départ                                                                | Michaël Dacheux                                                                 | França                             | Drama, Romance                      | Adrien Dantou, César Domboy, Christine Leroy, Élise Lhomeau, Théo Ribeton                                   | Melhores amigos de infância seguem caminhos diferentes e se veem esporadicamente ao longo de 12 anos                                                   |
| Swans                                                                        | Hugo Vieira da Silva, Heidi Wilm                                                | Alemanha, Portugal                 | Drama                               | Kai Hillebrand, Ralph Herforth, Maria Schuster, Vasupol Siriviriyapoon, Eva Kryll, Cornelius Schwalm        | Um adolescente se aproxima da colega de quarto trans de sua mãe quando esta última entra em um coma                                                    |
| La table aux chiens                                                          | Julien Touati, Cédric Martinelli                                                | França                             | Documentário                        | Julien Touati                                                                                               | A rotina dentro de uma tradicional escola de atores em Kottakkal, cidade de Kerala                                                                     |
| Taboo Yardies                                                                | Selena Blake                                                                    | Jamaica                            | Documentário                        | Beverly Anderson Manley, Staceyann Chin, Aggrey Irons, Dadland Maye, Kenneth Reeves                         | Sobre os jamaicanos que lutam contra a intolerância e a violência contra a comunidade LGBT no país                                                     |
| Taking a Chance on God                                                       | Brendan Fay                                                                     | EUA                                | Documentário                        | John McNeill                                                                                                | Sobre um padre jesuíta veterano da Segunda Guerra que foi expulso da ordem por ser abertamente gay                                                     |
| Takumi-kun shirîzu: Ano, hareta aozora (タクミくんシリーズ あの、晴れた青空) | Takeshi Yokoi                                                                   | Japão                              | Romance, Draam                      | Hamao Kyosuke, Watanabe Daisuke, Takiguchi Yukihiro, Ryouma Baba, Naito Taiki, Shōta Takasaki               | Baseado no romance homônimo de Shinobu Gotoh |
| Tales of the Waria                                                           | Kathy Huang                                                                     | Indonésia                          | Documentário                        | | Sobre as warias, a comunidade de mulheres trans da Indonésia                                                                                           |
| To tango ton Hristougennon (Το Τανγκό των Χριστουγέννων)                     | Nikos Koutelidakis                                                              | Grécia                             | Drama                               | Giannis Bezos, Yannis Stankoglou, Antinoos Albanis, Vicky Papadopoulou, Eleni Kokkidou, Vassilis Risvas     | Um tenente força um soldado a ensiná-lo o tango para chamar a esposa de seu coronel para dançar                                                        |
| The Task                                                                     | Alex Orwell                                                                     | Reino Unido                        | Terror                              | Alexandra Staden, Victor McGuire, Adam Rayner                                                               | |
| Das traurige Leben der Gloria S.                                             | Christine Groß, Ute Schall                                                      | Alemanha                           | Comédia, Drama                      | Nina Kronjäger, Christine Groß, Stefan Mehren, Margarita Broich, Inga Busch, Mira Partecke                  | Uma cineasta frustrada decide fazer um documentário falso                                                                                              |
| Teus Olhos Meus                                                              | Caio Sóh                                                                        | Brasil                             | Drama                               | Emilio Dantas, Remo Rocha, Paloma Duarte, Roberto Bomtempo, Jayme Matarazzo, Graziella Schimitt             | |
| Teenagers                                                                    | Paul Verhoeven                                                                  | França                             | Drama                               | Cyril Butaeye, Robert Castel, Alexis Claux, Jean-Samuel Duvivier, Aubane Gaillard, Aymeric Gaillard         | Um anjo adolescente tenta ajudar pessoas na Terra |
| That’s What I Am                                                             | Michael Pavone                                                                  | EUA                                | Comédia, Drama                      | Ed Harris, Molly Parker, Amy Madigan, Randy Orton, Chase Ellison                                            | |
| This Is What Love In Action Looks Like                                       | Morgan Jon Fox                                                                  | EUA                                | Documentário                        | Alice Buchanan, Lance Carroll, Chris Davis, Katherine Dohan                                                 | Um adolescente é enviado para um programa de conversão cristão depois de sair do armário                                                               |
| Three Veils                                                                  | Rolla Selbak                                                                    | EUA                                | Drama                               | Sheetal Sheth, Angela Zahra, Mercedes Masohn, Madline Tabar, Erick Avari, Garen Boyajian                    | Sobre três mulheres do oriente médio vivendo nos EUA, cada uma com sua história pessoal                                                                |
| Tinker Tailor Soldier Spy                                                    | Tomas Alfredson                                                                 | Reino Unido, França, Alemanha      | Suspense                            | Gary Oldman, Colin Firth, Tom Hardy, John Hurt, Toby Jones, Benedict Cumberbatch                            | |
| Tomboy                                                                       | Céline Sciamma                                                                  | França                             | Drama                               | Zoé Héran, Malonn Levana, Sophie Cattani, Mathieu Demy, Jeanne Disson                                       | |
| Tutti al mare                                                                | Matteo Cerami                                                                   | Itália                             | Comédia                             | Gigi Proietti, Marco Giallini, Ilaria Occhini, Ninetto Davoli, Ambra Angiolini, Claudia Zanella             | Todas as manhãs um homem leva sua mãe cadeirante para observar pessoas na praia                                                                        |
| L'ultimo terrestre                                                           | Gian Alfonso Pacinotti                                                          | Itália                             | Ficção Científica, Drama            | Gabriele Spinelli, Anna Bellato, Teco Celio, Stefano Scherini, Roberto Herlitzka, Luca Marinelli            | [ 217 ] |
| Uncle Kent                                                                   | Joe Swanberg                                                                    | EUA                                | Drama                               | Kent Osborne, Jennifer Prediger, Josephine Decker, Joe Swanberg, Kevin Bewersdorf, Jennifer Daley           | Um cartunista maconheiro passa um fim de semana tentando seduzir uma jornalista que ele conheceu online                                                |
| Unhappy Birthday                                                             | Mark Harriott, Mike Matthews                                                    | Reino Unido                        | Drama, Mistério, Terror             | David Paisley, Christina De Vallee, Jill Riddiford, Jonathan Keane                                          | [ 219 ] |
| Unter Schnee                                                                 | Ulrike Ottinger                                                                 | Alemanha                           | Documentário                        | Setsuko Arakawa, Kiyotsugu Fujima, Takamasa Fujima, Hiroomi Fukuzawa, Nori Katsumata                        | Investiga a rotina, adequações e rituais das vilas cobertas de neve da região de Echigo                                                                |
| Utopians                                                                     | Zbigniew Bzymek                                                                 | EUA                                | Drama                               | Jim Fletcher, Lauren Hind, Kate Valk, Arthur French, Sally Shepard                                          | Um professor de ioga desaprova do relacionamento entre sua filha militar e uma jovem esquizofrênica                                                    |
| Vamos Fazer um Brinde                                                        | Cavi Borges, Sabrina Rosa                                                       | Brasil                             | Drama                               | Juliana Alves, Roberta Rodrigues, Cintia Rosa, Fabrício Santiago, Roberta Santiago, Ana Miranda             | No réveillon, seis amigos se reúnem para celebrar, e conflitos surgem ao longo da noite                                                                |
| Vampire Boys                                                                 | Charlie Vaughn                                                                  | EUA                                | Romance, Terror                     | Jason Lockhart, Dylan Vox, Jess Allen, Tanner Acord, Ryan Adames, Zasu                                      | Para garantir a sobrevivência de seu grupo, um vampiro deve encontrar um mortal com quem possa passar a eternidade                                     |
| Vampires: Brighter in Darkness                                               | Jason Davitt                                                                    | Reino Unido                        | Romance, Terror                     | Dan Briggs, Rhys Howells, Rebecca Eastwood, Tim Benge, Abigail Law-Briggs, Kyle Chester                     | Um jovem gay acaba em um encontro às cegas com um vampiro de 1500 anos de idade                                                                        |
| Vance and Pepe                                                               | Mark Kenneth Woods                                                              | Canadá                             | Comédia                             | Mark Kenneth Woods, Michael Venus, Ryan Steele, Rachelle Lachland, Toban Ralston                            | Mocumentário que segue dois apresentadores de um reality show cancelado que decidem trabalhar na indústria pornô                                       |
| Varla Jean and the Mushroomheads                                             | Michael Schiralli                                                               | EUA                                | Comédia                             | Jeffery Roberson, Adam Berry, Colleen Ballinger, Seth Rudetsky, Michael P. Sullivan, Becky Allen            | Uma drag queen apresenta um programa infantil bem inapropriado                                                                                         |
| Vito                                                                         | Jeffrey Schwarz                                                                 | EUA                                | Documentário                        | Phyllis Antonellis, Richard Barrios, Richard Berkowitz, Lenny Bloom, Jay Blotcher, Malcolm Boyd             | Sobre o ativista gay Vito Russo, autor de The Celluloid Closet                                                                                         |
| Waited for                                                                   | Nerina Penzhorn                                                                 | África do Sul                      | Documentário                        | | Três casais lésbicos adotam crianças de raças diferentes                                                                                               |
| Walk a Mile in My Pradas                                                     | Joey Sylvester                                                                  | EUA                                | Comédia                             | Nathaniel Marston, Tom Archdeacon, Tom Arnold, Mike Starr, Dee Wallace                                      | Um enfeite de Natal mágico faz com que dois homens, um gay e um homofóbico, troquem de personalidade                                                   |
| Walk Away Renee                                                              | Jonathan Caouette                                                               | EUA                                | Documentário                        | Jonathan Caouette, Joshua Caouette, Adolph Davis, Renee Leblanc                                             | O diretor cruza o país com sua mãe mentalmente doente                                                                                                  |
| A Warm Wind                                                                  | Jeff London                                                                     | EUA                                | Drama                               | Tyler Haines, Zac Titus, Brent King, Landon Ashworth, Robert Sisko, Szymon Karl                             | Um marinheiro retorna do serviço com problemas físicos e mentais e seu primo faz de tudo para ajudá-lo                                                 |
| Waxie Moon in Fallen Jewel                                                   | Wes Hurley                                                                      | EUA                                | Comédia, Drama, Fantasia            | Marc Kenison, Sarah Rudinoff, Marya Sea Kaminski, Erin Douglass, Jinkx Monsoon                              | Estrela a personagem burlesca de gênero indeterminado Waxie Moon, relançado em 2015                                                                    |
| We Are the Hartmans                                                          | Laura Newman                                                                    | EUA                                | Comédia                             | Ben Curtis, Jennifer Restivo, Richard Chamberlain, Jonah Spear, Audrey Sawaya, Chris Cook                   | Quando o dono de uma boate adoece, sua família tenta vender o local, mas os excêntricos patronos do lugar os impedem                                   |
| We Were Here                                                                 | David Weissman, Bill Weber                                                      | EUA                                | Documentário                        | Ed Wolf, Paul Boneberg, Daniel Goldstein, Guy Clark, Eileen Glutzer                                         | trad. Estávamos Aqui Um olhar profundo e reflexivo sobre a chegada da Aids em São Francisco                                                            |
| A Wedding Most Strange                                                       | Trevor Garlick                                                                  | Reino Unido                        | Drama, Comédia                      | Chris Finch, Louise Houghton, Adz Hunter, Valary Sanders, Stephen Mcleod, Rupert Charmak                    | Tendo que casar para poder herdar o dinheiro da família, um homem recém-divorciado procura o cara perfeito na internet                                 |
| Weekend                                                                      | Andrew Haigh                                                                    | Reino Unido                        | Romance, Drama                      | Tom Cullen, Chris New                                                                                       | Dois homens começam um relacionamento um fim de semana antes de um deles deixar o país                                                                 |
| What Happens Next                                                            | Jay Arnold                                                                      | EUA                                | Comédia                             | Jon Lindstrom, Christopher Murrah, Wendie Malick, Natalia Cigliuti                                          | |
| Wilde Salomé                                                                 | Al Pacino                                                                       | EUA                                | Documentário, Drama                 | Al Pacino, Jessica Chastain, Kevin Anderson, Estelle Parsons                                                | |
| The Wise Kids                                                                | Stephen Cone                                                                    | EUA                                | Drama                               | Molly Kunz, Allison Torem, Sadieh Rifai, Stephen Cone, Tyler Ross, Frank Stennett                           | [ 236 ] |
| The Wish Makers of West Hollywood                                            | David Grotell                                                                   | EUA                                | Comédia, Romance                    | Matt Achine, Vincent De Paul, Scott Hislop, Sally Kirkland, Justin Martindale, Ari Sorrentino               | Três jovens gay chegam a West Hollywood para realizarem seus sonhos e aspirações                                                                       |
| Wish Me Away                                                                 | Bobbie Birleffi, Beverly Kopf                                                   | EUA                                | Documentário                        | Brad Paisley, Stan Wright, Jennifer Wright, Russell Carter, Rodney Crowell, Victoria Wilson                 | Sobre a cantora de country e ativista lésbica Chely Wright                                                                                             |
| Without                                                                      | Mark Jackson                                                                    | EUA                                | Drama                               | Joslyn Jensen, Ron Carrier, Darren Lenz, Bob Sentinella, Piper Weiss, Jodi Long                             | Em uma ilha remota, uma jovem que cuida de um idoso em estado vegetativo luta com sua sexualidade                                                      |
| Without Men                                                                  | Gabriela Tagliavini                                                             | EUA                                | Comédia                             | Eva Longoria, Christian Slater, Oscar Nuñez, Kate del Castillo, Mónica Huarte, Yvette Yates Redick          | trad. Cadê os Homens? Uma aldeia colombiana isolada é populada somente por mulheres e crianças após os homens serem recrutados por guerrilheiros       |
| Woman's Picture                                                              | Brian Pera                                                                      | EUA                                | Drama                               | Ann Magnuson, Calpernia Addams, Amy Lavere, Corey Parker, Gia Mora                                          | Antologia inspirada por filmes clássicos de protagonismo feminino das décadas de 30, 40, e 50                                                          |
| O xenagos (Ο Ξεναγός)                                                        | Zacharias Mavroeidis                                                            | Grécia                             | Comédia                             | Mihalis Oikonomou, Katerina Mavrogiorgi, Kathrin Suckfiel, Francois Renault, Anne-Marie O'Sullivan          | [ 242 ] |
| Yo, indocumentada                                                            | Andrea Baranenko                                                                | Venezuela                          | Documentário                        | | Segue três mulheres trans de Caracas que lutam para mudarem suas carteiras de identidade                                                               |
| You and I                                                                    | Roland Joffé                                                                    | Rússia, EUA                        | Drama, Romance, Suspense            | Mischa Barton, Anton Yelchin, Charlie Creed-Miles, Helena Mattsson                                          | trad. Você e Eu Uma adolescente se muda para Moscou e encontra sua namorada da internet que conheceu em um fórum sobre a dupla t.A.T.u                 |
| Your Sister’s Sister                                                         | Lynn Shelton                                                                    | EUA                                | Comédia, Drama                      | Mark Duplass, Emily Blunt, Rosemarie DeWitt, Mike Birbiglia Kate Bayley, Jeanette Maus                      | trad. A Irmã da Sua Irmã De luto pela morte do irmão, um homem vai para a casa de família de sua amiga, onde conhece a irmã lésbica dela               |
| Yuriko, dasuvidânya (百合子、ダスヴィダーニヤ)                               | Sachi Hamano                                                                    | Japão                              | Biográfico, Drama                   | Nahana, Hitomi Toi, Ren Osugi, Kazuko Yoshiyuki, Yoriko Douguchi                                            | A história de amor verdadeira entre uma tradutora de literatura russa e uma novelista feminista                                                        |
| Zombadings 1: Patayin sa Shokot si Remington                                 | Jade Castro                                                                     | Filipinas                          | Comédia, Terror, Romance            | Martin Escudero, Lauren Young, Kerbie Zamora, Roderick Paulate, Janice de Belen, Eugene Domingo             | Após atormentar um vizinho gay quando criança, um homem é amaldiçoado a mudar de sexualidade                                                           |
| The Zone                                                                     | Joe Swanberg                                                                    | EUA                                | Drama                               | Sophia Takal, Lawrence Michael Levine, Kate Lyn Sheil, Kentucker Audley, Joe Swanberg                       | Um visitante misterioso passa a noite no apartamento de um jovem casal e a amiga deles                                                                 |